# Nexhat Daci
Nexhat Daci (albanskt uttal: [neˈdʒat ˈdaːtsi]), född den 26 juli 1944, är en kosovansk politiker.
Nexhat Daci studerade först i Pristina och sedan i Belgrad där han tog masterexamen 1968. I Zagreb tog han doktorsexamen i kemi 1973. Han arbetade därefter som professor i kemi vid universitetet i Pristina (från och med 1983) och blev sedermera ordförande i Kosovos akademi för vetenskap och konst (från och med 1999 och till och med 2002).
Nexhat Daci blev kandidat för Kosovos demokratiska förbund (LDK) i parlamentsvalet i november 2000. Han valdes till talesman för Kosovos parlament. Vid ett partimöte 2006 försökte han bli partiledare för LDK men förlorade mot Fatmir Sejdiu. Av detta skäl lämnade han partiet och bildade "Dardaniens demokratiska förbund".